# Aartsenia
Aartsenia là một chi ốc biển, động vật thân mềm chân bụng thuộc họ Pyramidellidae.

## Phân bố
Phần lớn chi này phân bố ở biển Bắc gần bờ biển Iceland và các quốc gia Scandinavia như Na Uy, Thụy Điển và Đan Mạch, gần vòng Bắc Cực.

## Loài
Các loài được xếp vào chi Aartsenia gồm có:
- Aartsenia arctica (Dall & Bartsch, 1909)
- Aartsenia candida (Møller, 1842)
- Aartsenia japonica (A. Adams, 1860)
- Aartsenia martensi (Dall & Bartsch, 1906)
- Aartsenia sagamiensis Kuroda & Habe, 1971